# Maxime Crépeau
Pour les articles homonymes, voir Crépeau.
Maxime Crépeau, né le 11 mai 1994 à Greenfield Park au Québec, est un joueur international canadien de soccer. Il évolue au poste de gardien de but aux Timbers de Portland.

## Biographie

### Carrière en club

#### Formation et débuts professionnels à Montréal (2013-2018)
Le 5 mars 2013, Crépeau signe son premier contrat professionnel avec son club formateur à 18 ans. 
Au cours de ses premières saisons professionnelles, Maxime Crépeau n'obtient aucun temps de jeu. Il faut attendre la saison 2015 pour qu'il participe à onze rencontres en USL avec l'équipe réserve, le FC Montréal. La saison suivante, il est aligné à dix-neuf reprises avant de connaître ses premières minutes en Championnat canadien puis Major League Soccer en 2017. Néanmoins, et alors que la formation québécoise repêche le gardien Clément Diop à l'issue de la saison 2017, il demande à être échangé pour enfin obtenir un temps de jeu régulier. Finalement, une solution alternative est trouvée le 21 janvier 2018 quand l'Impact le prête au Fury d'Ottawa pour la saison 2018.

#### Los Angeles FC (2022-2023)
Avant la levée de rideau sur la saison 2022, le 20 janvier 2022, Crépeau est transféré au Los Angeles FC pour un montant d'allocation générale d'un million de dollars,. Au terme d'une saison 2022 aboutie, il décroche avec son équipe le Supporters' Shield 2022 avant de remporter la première Coupe MLS de l'histoire de la franchise en 2022. En finale, Maxime Crépeau est expulsé en fin de prolongations alors qu'il sort au devant de Cory Burke, se blessant par la même occasion.

### Carrière internationale
Crépeau est appelé pour la première fois en sélection senior par Benito Floro, à l'occasion du camp de l'équipe canadienne de janvier 2014.
Il reçoit sa première sélection en équipe du Canada à la suite du même camp de janvier en 2016, lors d'un match contre les États-Unis le 5 février.
Le 1er juillet 2021, il est retenu dans la liste des vingt-trois joueurs canadiens sélectionnés par John Herdman pour disputer la Gold Cup 2021.

## Palmarès
Impact de Montréal
- Finaliste de la Ligue des champions de la CONCACAF en 2015
- Finaliste du Championnat canadien en 2017

 Los Angeles FC
- Vainqueur de la Coupe MLS en 2022
- Vainqueur du Supporters' Shield en 2022

## Statistiques

### Statistiques détaillées
| Saison                | Club                   | Championnat           | Championnat | Championnat | Coupe(s) nationale(s) | Coupe(s) nationale(s) | Compétition(s) continentale(s) | Compétition(s) continentale(s) | Compétition(s) continentale(s) | Séries | Séries | Canada | Canada | Total | Total |
| Saison                | Club                   | Division              | M.          | B.          | M.                    | B.                    | Comp.                          | M.                             | B.                             | M.     | B.     | M.     | B.     | M.    | B.    |
| 2015                  | FC Montréal            | USL                   | 11          | 0           | -                     | -                     | -                              | -                              | -                              | -      | -      | -      | -      | 11    | 0     |
| 2016                  | FC Montréal            | USL                   | 19          | 0           | -                     | -                     | -                              | -                              | -                              | -      | -      | 1      | 0      | 20    | 0     |
| Sous-total            | Sous-total             | Sous-total            | 30          | 0           | -                     | -                     | -                              | -                              | -                              | -      | -      | 1      | 0      | 31    | 0     |
| 2017                  | Impact de Montréal     | MLS                   | 3           | 0           | 4                     | 0                     | -                              | -                              | -                              | -      | -      | 1      | 0      | 8     | 0     |
| 2018                  | Fury d'Ottawa (prêt)   | USL                   | 31          | 0           | 4                     | 0                     | -                              | -                              | -                              | -      | -      | -      | -      | 35    | 0     |
| 2019                  | Whitecaps de Vancouver | MLS                   | 26          | 0           | 2                     | 0                     | -                              | -                              | -                              | -      | -      | -      | -      | 28    | 0     |
| 2020                  | Whitecaps de Vancouver | MLS                   | 4           | 0           | -                     | -                     | -                              | -                              | -                              | -      | -      | 3      | 0      | 7     | 0     |
| 2021                  | Whitecaps de Vancouver | MLS                   | 28          | 0           | 1                     | 0                     | -                              | -                              | -                              | -      | -      | 9      | 0      | 38    | 0     |
| Sous-total            | Sous-total             | Sous-total            | 58          | 0           | 3                     | 0                     | -                              | -                              | -                              | -      | -      | 12     | 0      | 73    | 0     |
| 2022                  | Los Angeles FC         | MLS                   | 33          | 0           | 2                     | 0                     | -                              | -                              | -                              | 3      | 0      | 1      | 0      | 39    | 0     |
| 2023                  | Los Angeles FC         | MLS                   | 7           | 0           | -                     | -                     | LC+CC                          | 0+1                            | 0                              | 5      | 0      | -      | -      | 13    | 0     |
| Sous-total            | Sous-total             | Sous-total            | 40          | 0           | 2                     | 0                     | -                              | 1                              | 0                              | 8      | 0      | 1      | 0      | 52    | 0     |
| 2024                  | Portland Timbers       | MLS                   | 20          | 0           | -                     | -                     | LC                             | 3                              | 0                              | 0      | 0      | 9      | 0      | 32    | 0     |
| 2025                  | Portland Timbers       | MLS                   | 7           | 0           | 2                     | 0                     | -                              | -                              | -                              | -      | -      | 2      | 0      | 11    | 0     |
| Sous-total            | Sous-total             | Sous-total            | 27          | 0           | 2                     | 0                     | -                              | 3                              | 0                              | 0      | 0      | 11     | 0      | 43    | 0     |
| Total sur la carrière | Total sur la carrière  | Total sur la carrière | 189         | 0           | 15                    | 0                     | -                              | 4                              | 0                              | 8      | 0      | 26     | 0      | 242   | 0     |